# Salernes
Salernes är en kommun i departementet Var i regionen Provence-Alpes-Côte d'Azur i sydöstra Frankrike. Kommunen ligger i kantonen Salernes som tillhör arrondissementet Draguignan. År 2022 hade Salernes 3 812 invånare.

## Befolkningsutveckling
Antalet invånare i kommunen Salernes
| Referens: INSEE |